# Барбад Мервези
Барбад (перс. بربد‎) или Барбад Мервези (перс. باربد جهرمی‎ / باربد / باربذ) — персидский музыкант, родом из Мерва (ныне городище Гяур-кала в Туркменистане), славился как выдающийся композитор, певец и исполнитель на лютневом инструменте, называвшемся уд, руд, а по его имени также барбат. Барбад был знатоком музыкального наследия, создателем множества песен, импровизатором, откликавшимся новыми произведениями по разным поводам.

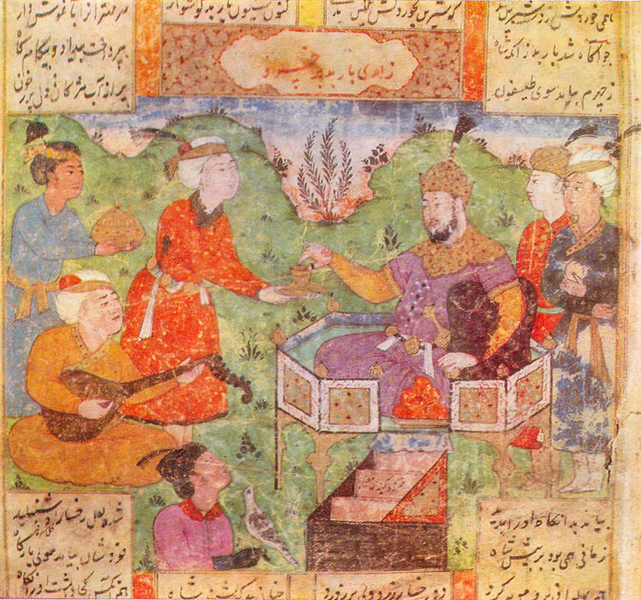
Барбад исполняет перед шахиншахом Хосровом II

Певец прославился своими песнопениями, систематика которых отражала зороастрийские традиции и соответствовала древнеперсидскому календарю: 360 мелодий (нава), 30 песен (араб. «си лахн») и 7 ладовых моделей или «царских ходов» (араб. «ат-турук ал-мулукийа») — на каждый день года, месяца и недели. У персов песнопения эти назывались «хусраванийа», поскольку предназначались шаху Хосрову.
Жил во время правления Хосрова II (с 590 до 628 года).